# Jana Plachá
Jana Plachá (* 20. Juni 1983) ist eine ehemalige deutsche Fußballspielerin.

## Karriere
Plachá gehörte als Mittelfeldspielerin während der Saison 2002/03 dem FC Bayern München von März bis Juni an und bestritt zwei Bundesligaspiele. Ihr erstes fand am 11. Mai im Städtischen Stadion an der Dantestraße statt. In dem mit 2:3 gegen den SC 07 Bad Neuenahr verlorenen Spiel wurde sie zur zweiten Halbzeit für Silvia Parra Labalsa eingewechselt. Eine Woche später spielte sie von Beginn an und über 90 Minuten; beim WSV Wendschott verlor sie mit ihrer Mannschaft mit 1:4.